# Pseudolaelia vellozicola
Pseudolaelia vellozicola là một loài thực vật có hoa trong họ Lan. Loài này được (Hoehne) Porto & Brade miêu tả khoa học đầu tiên năm 1935.